# Оуън Колфър
Оуън Колфър (на английски: Eoin Colfer) е ирландски писател.

## Биография и творчество
Оуън Колфър е роден на 14 май 1965 г. в град Уексфорд, Ирландия. Завършил е висше образование в Дъблин, след което се връща в родния си град. Известно време работи като педагог в градското начално училище, както и като духовник в местната църква.
През 2001 г. излиза първата му книга от поредицата за вундеркиндът – магьосник Артемис Фоул. И днес всяка книга от поредицата е бестселър и носи световна популярност на автора си.

## Книги от поредицатаАртемис Фоул
Издадени са осем книги, като три са преведени на български:
1. Тайната на Артемис Фоул
  - "Името му е Фоул… Артемис Фоул и скоро няма да го забравите. Не си помисляйте да го сравнявате с Хари Потър. Артемис Фоул е „лошо момче“. Общо е само увлечението, с което обръщате страниците."
2. Артемис Фоул:Арктическият инцидент
  - Някой снабдява гоблините с човешки батерии. Капитан Бодлива Зеленика от Гноморазузнаването е убедена, че за това е отговорен старият ѝ враг – тринайсетгодишинят Артемис Фоул. Но дали е така? Артемис си има собствени проблеми за решаване: искат откуп за освобождаването на баща му и само чудо може да го спаси. Може би този път един гениален план не е достатъчен. Може би този път Артемис се нуждае от помощ.
3. Артемис Фоул:Кодът на вечността
  - Артемис Фоул е сглобил суперкомпютър от открадната феина техника. В лоши ръце той би могъл да се окаже фатален както за хората, така и за феите. Но няма защо да се тревожим, Артемис има блестящ план. Няма да го използва, само ще го покаже на безскрупулен американски бизнесмен, който има връзки с мафията. Ще бъде с верния си телохранител Бътлър. Какво би могло да се обърка?
4. Артемис Фоул:Измамата на опала
5. Артемис Фоул:Изгубената колония
6. Артемис Фоул:Времевия парадокс
7. Артемис Фоул:Комплекс Атлантис
8. Артемис Фоул:Последният пазител[1]